# Pablo Ortúzar
Pablo Francisco Ortúzar Madrid (Brighton, Inglaterra, 10 de septiembre de 1985) es un antropólogo social, académico y columnista chileno.
Ha sido profesor del Instituto de Sociología de la Pontificia Universidad Católica de Chile, la Facultad de Economía y Negocios de la Universidad de Chile y de la Universidad Adolfo Ibáñez (posgrado). Por otra parte, es columnista estable en el diario La Tercera, así como también investigador en el Instituto de Estudios de la Sociedad (IES), think tank de carácter liberal-conservador.
En 2016 fue elegido entre los 100 jóvenes líderes de revista Sábado (diario El Mercurio) y representante en Chile de la comunidad Global Shapers (Foro Económico Mundial).

## Biografía
Estudió en el Colegio San Francisco Javier de Puerto Montt. En 2004, Ortúzar ingresó a la carrera de Antropología en la Universidad de Chile. Paralelo a ello militó en organizaciones políticas como el Frente de Estudiantes Libertarios (FEL) y el Movimiento Autonomista Libertario (MAL), las que respectivamente estuvieron asociadas al anarquismo y al socialismo democrático. No obstante, la militancia terminó por defraudar sus convicciones, luego de sentirse contrariado entre teoría y práctica. En 2007, finalizó sus estudios de antropología.
Entre 2009 y 2012, tuvo un paso por la Facultad de Derecho de la Universidad de Chile cursando la carrera de leyes donde fue ayudante de los profesores Víctor Vial y Fernando Atria, estudios que luego abandonó. Asimismo, y de acuerdo al IES, aquí Ortúzar experimentó un giro definitivo hacia ideas de derecha, por oponerse a las tomas producidas durante las movilizaciones estudiantiles de 2011 en contra del primer gobierno de Sebastián Piñera.
Tras sus años estudiantiles, en 2013, formó parte del comando político de la derechista Evelyn Matthei (UDI) en las elecciones presidenciales de ese año, comicios en los que perdió contra Michelle Bachelet en segunda vuelta. Aquel mismo año, tuvo una de sus primeras apariciones mediáticas en El Mostrador, en cuya grabación archivada en YouTube debate junto a Giorgio Jackson respecto a la coyuntura del país. Dos años más tarde, en 2015, daría una charla durante el Encuentro Nacional de la Empresa (ENADE), en la que hizo hincapié en repensar la modernidad, el desarrollo, la acción y el concepto de empresa.
Esa serie de apariciones, junto a su cargo como profesor de antropología en su alma mater, le valió –hacia 2017– sumar apariciones en televisión por medio de programas como «Mejor hablar de ciertas cosas», de Televisión Nacional de Chile. Un año más tarde, acumularía otra aparición trascendente, esta vez en CNN Chile, donde fue entrevistado por Tomás Mosciatti y criticó duramente a Jacqueline van Rysselberghe.
En 2021, es invitado a los programas "Influyentes" (CNN Chile) y "En Persona" (ICARE, conducido por Cristián Warnken). En 2022, fue invitado a conversar con el destacado economista Sebastián Edwards, para el podcast "Sin Fronteras" del medio digital Ex-Ante.

## Obras académicas

### Libros
- Gobernar con principios. Ideas para una nueva derecha. Coautor junto a Francisco Javier Urbina. Libertad y Desarrollo (2012)
- Subsidiariedad. Más allá del Estado y del Mercado (Ed.). Instituto de Estudios de la Sociedad (2015)
- El poder del poder. Repensar la autoridad en tiempos de crisis. Editorial Tajamar (2016)
- El precio de la noche. Diálogo imaginario sobre la tiranía. Editorial Tajamar (2021)
- Sueños de cartón. Editorial Ariel / Planeta (2024)